# Külpstraße (Stralsund)
Die Külpstraße im Stadtgebiet Altstadt in Stralsund verbindet die Schillstraße, auf Höhe des Johanniskloster, und den Alten Markt. Die Fährstraße geht von der Külpstraße ab. Die Straße gehört zum Kerngebiet des UNESCO-Welterbes Historische Altstädte Stralsund und Wismar.

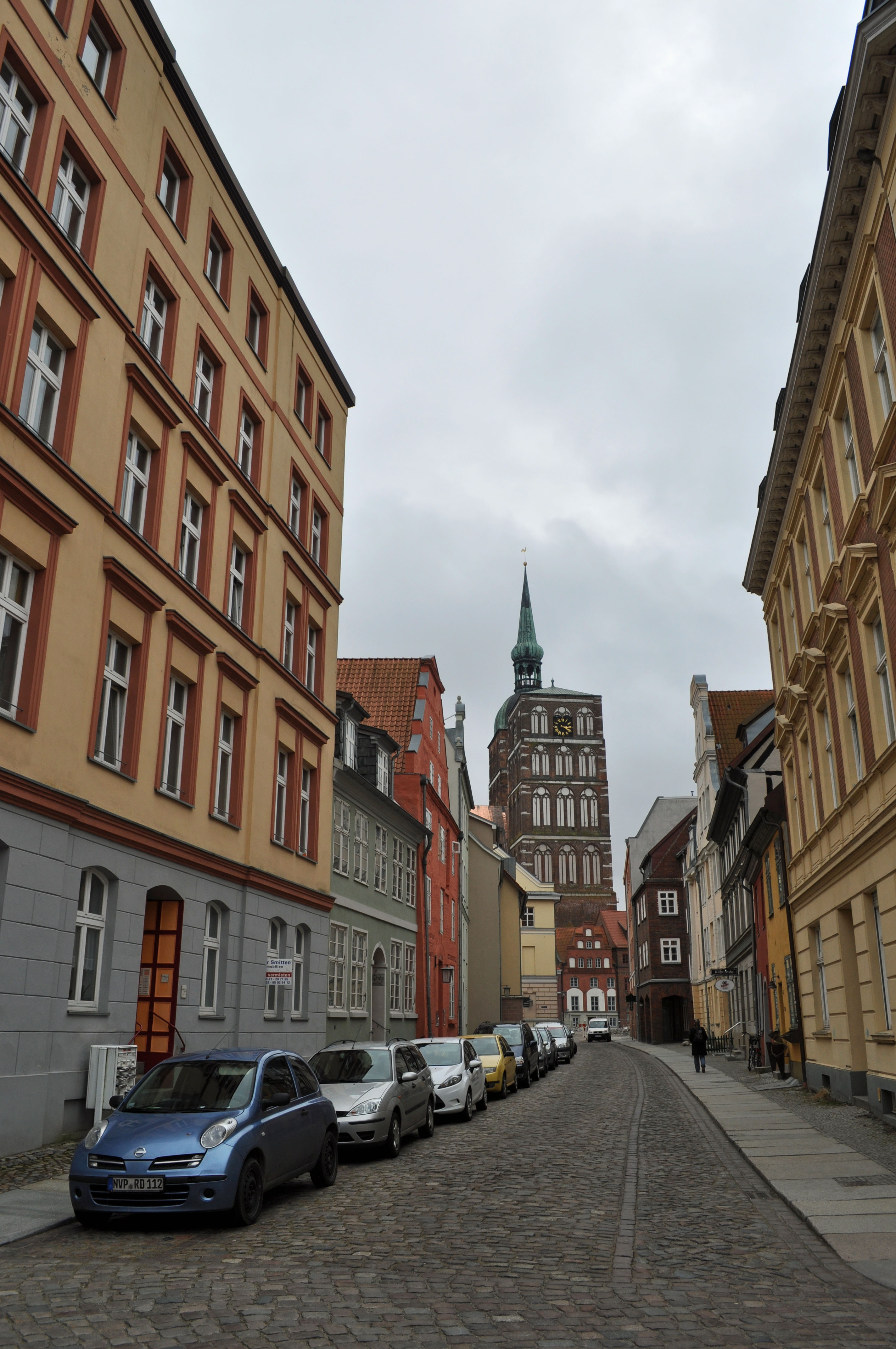
Blick in die Külpstraße in Stralsund (2012)

Die Straße wurde, da sie vom Alten Markt direkt zum Johanniskloster führt, zunächst platea fratrum (Brüderstraße) genannt. Die vom 14. Jahrhundert bis ins 15. Jahrhundert hinein sehr bedeutende Stralsunder Familie Külp, genauer ihr Vertreter Johannes von Külpen, der im Jahr 1407 auch Bürgermeister wurde, brachte der Straße ihren Namen Külpstraße.
Acht der Gebäude in der Straße stehen unter Denkmalschutz (siehe auch Liste der Baudenkmale in Stralsund), nämlich die Häuser Külpstraße 5, Külpstraße 6, Külpstraße 8, Külpstraße 9 und Külpstraße 10, Külpstraße 11, Külpstraße 12 sowie Külpstraße 13.
In der Külpstraße stand die erste Kaserne der Stadt (heutiges Gebäude Külpstraße 8). Vorher war es bzw. dessen Vorgängerbau seit dem Dreißigjährigen Krieg bis in das frühe 19. Jahrhunderts das Amtshaus des 1. Syndikus der Stadt. Im Haus Külpstraße 12 befand sich eine private Töchterschule bzw. ein Lyzeum. Im Jahr 1986 wurde in der Straße das Musikvideo zum Song Spieler vom gleichnamigen Album der Band Jessica gedreht.